# The Preatures
The Preatures est un groupe australien de pop indépendante et rock indépendant, originaire de Sydney, actif entre 2010 et 2021.

## Histoire
Champion et Moffitt étaient des amis d'école au Newington College, à Sydney, et ils rencontrent Manfredi à l'Australian Institute of Music en 2008. Ils forment un groupe ensemble et, en 2010, ajoutent Luke Davison et Gideon Bensen, s'appelant The Preachers. 
En 2012, ils changent l'orthographe de leur nom en The Preatures pour éviter les complications juridiques avec d'autres groupes utilisant des noms similaires. Ils signent avec Mercury Records et sortent leur premier EP, Shaking Hands, qui contient le single Take a Card, écrit par Manfredi, avec Bensen au chant. Il est téléchargé sur Triple J Unearthed. En 2013, ils sortent leur deuxième EP, Is this How You Feel ?, précédé de deux singles, Is This How You Feel ? et Manic Baby. Is this How You Feel ? connait un succès considérable, remportant la Vanda and Young Global Songwriting Competition d'une valeur de 50 000 $, recevant une nomination pour l'ARIA Award de la meilleure sortie pop, et étant élu neuvième dans le Triple J's Hottest 100 de 2013.
Le premier album studio du groupe, Blue Planet Eyes, sort le 30 septembre 2014, se classant à la quatrième place du ARIA Albums Chart. Lors des ARIA Awards 2015, le groupe est nommé dans trois catégories. Bensen quitte le groupe en bons termes en mars 2016. Leur deuxième et dernier album studio, Girlhood, sort le 11 août 2017 chez Island Records. Il est nommé pour l'ARIA Award du meilleur album rock. Le single Yanada est coécrit avec la musicienne de Darug Jacinta Tobin.

## Discographie
- 2014 : Blue Planet Eyes (Mosy, Mercury Records) (4e place des charts australiens[12]) ( Or[13])
- 2017 : Girlhood (13e place des charts australiens[12]) [14]